# イゴール・タナベ
イゴール・タナベ（Igor Tanabe、2000年5月9日 - ）は、ブラジルの男性柔術家、総合格闘家。サンパウロ出身。セラヴィー所属。

## 来歴
母親がダイエット目的でブラジリアン柔術を始めたのがきっかけで、自身も7歳から柔術を始める。

### 柔術
2017年、ブラジリアン柔術世界大会『ムンジアル』の青帯で3試合連続一本勝ちで優勝。2018年にはIBJJFヨーロピアン、パンアメリカンで入賞。また、ムンジアルで2度目の優勝。2019年には茶帯でムンジアル3位に入賞して、3年連続世界大会でメダルを獲得。
2020年からはコロナウイルス蔓延により拠点を日本に戻す。2021年・2022年になると、JBJJF全日本大会で適正階級と無差別級の2階級で優勝し、2連覇を果たした。
柔術の大会で数々の功績を成し遂げていたが、柔術だけでは妻と2人の子供を養うお金を手に入れる事ができず、生活のためのお金が必要となり、HEATの志村会長に勧められて、「見るのが好きだった」という総合格闘技の道を志すことを妻に伝えた。その後、青木真也や住村竜市朗ら総合格闘家達と様々な練習していく中で総合格闘技がドンドン楽しくなっていき、改めて総合格闘家になることを決意。RIZINと契約した後はファイトマネーで大きなお金を稼げるようになったことから仕事を辞め、柔術活動と総合格闘技に集中することが出来るようになった。

### 総合格闘技
2021年10月17日、HEAT 49でプロ総合格闘技デビュー。清水洸志と対戦し、1R序盤に得意の三角絞めによる一本勝ちを収めた。
2022年12月28日、INOKI BOM-BA-YE × 巌流島 in 両国でBellatorやDREAMで活躍したメルヴィン・マヌーフにヒールフックで一本勝ち。MMA2連勝を飾る。

### RIZIN
2023年5月6日、RIZIN.42のリングに上がると、RIZINとの契約・参戦を発表。「RIZINが大好きで、2年前に東京ドームで奥さんとチケットを買ってRIZINを見ていました。MMAデビューして1年半くらいでここに立つことは想像できなかったので本当に嬉しく思います。次の目標はRIZINを代表して他のベルトを獲ったりRIZINで活躍してRIZINのベルトを獲得することです。よろしくお願いします」と、参戦の抱負を語った。
2023年7月31日、超RIZIN.2でRIZINデビュー。元DEEPウェルター級王者の阿部大治と対戦し、1R終盤にヒールフックで一本勝ちを収めた。
2023年10月1日、RIZIN LANDMARK 6ではLEGION JAPANミドル級王者のANIMAL☆KOJIと対戦し、1Rに三角絞めを極め一本勝ちを収めた。
2023年12月31日、RIZIN.45で階級をウェルター級に落とし、元UFCファイターの安西信昌から1Rでリアネイキドチョークで一本勝ちを収めた。
2024年3月23日、RIZIN LANDMARK 9で元HEATウェルター級王者のストラッサー起一と対戦予定だったが、計量前日の水抜き時に途中から汗が一切出なくなるトラブルが起こり、それでも水抜きを続けた結果、意識が飛んで病院に搬送され計量オーバーとなったことで試合が消滅した。
2024年11月17日、RIZIN LANDMARK 10で階級をライトヘビー級に上げて自らの師匠でもあったマルコス・ヨシオ・ソウザと対戦予定だったが、マルコスが右肋骨骨折・腰部打撲傷で負傷欠場したことで試合中止となった。
2024年12月28日、所属団体RIZINが声明を発表し、イゴールが12月初頭に脳底部に異常血管網がみられる脳血管障害である国指定の難病『もやもや病』の診断を受けたことを公表。打撃や減量に伴う過度の脱水が別の症状を引き起こす可能性もあるため、一時的に総合格闘技の競技から離れることとなった。イゴールは「しばらくRIZINのリングで戦えないことを非常に残念に思っています。今年は迷惑をかけることが多く、リングで全てを取り返したかったのですが、叶わず悔しい気持ちでいっぱいです。もやもや病は完治がないと言われていますが、私はこれまでも不可能を可能にしてきました。必ず復活して、また皆さんの前で戦います。」と声明を出した。復帰の目処が立つまでは柔術・グラップリング競技を行っていくと話した。

## 戦績
| 総合格闘技 戦績 | 総合格闘技 戦績 | 総合格闘技 戦績 | 総合格闘技 戦績 | 総合格闘技 戦績 | 総合格闘技 戦績 | 総合格闘技 戦績 |
| --------------- | --------------- | --------------- | --------------- | --------------- | --------------- | --------------- |
| 5 試合          | (T)KO           | 一本            | 判定            | その他          | 引き分け        | 無効試合        |
| 5 勝            | 0               | 5               | 0               | 0               | 0               | 0               |
| 0 敗            | 0               | 0               | 0               | 0               | 0               | 0               |

| 勝敗 | 対戦相手             | 試合結果                     | 大会名                           | 開催年月日     |
| ○    | 安西信昌             | 1R 1:32 リアネイキドチョーク | RIZIN.45                         | 2023年12月31日 |
| ○    | ANIMAL☆KOJI          | 1R 3:40 三角絞め             | RIZIN LANDMARK 6                 | 2023年10月1日  |
| ○    | 阿部大治             | 1R 4:34 ヒールフック         | 超RIZIN.2                        | 2023年7月30日  |
| ○    | メルヴィン・マヌーフ | 1R 1:58 ヒールフック         | INOKI BOM-BA-YE × 巌流島 in 両国 | 2022年12月28日 |
| ○    | 清水洸志             | 1R 0:57 三角絞め             | HEAT 49                          | 2021年10月17日 |